# アルミランテ・リンチ (水雷砲艦)

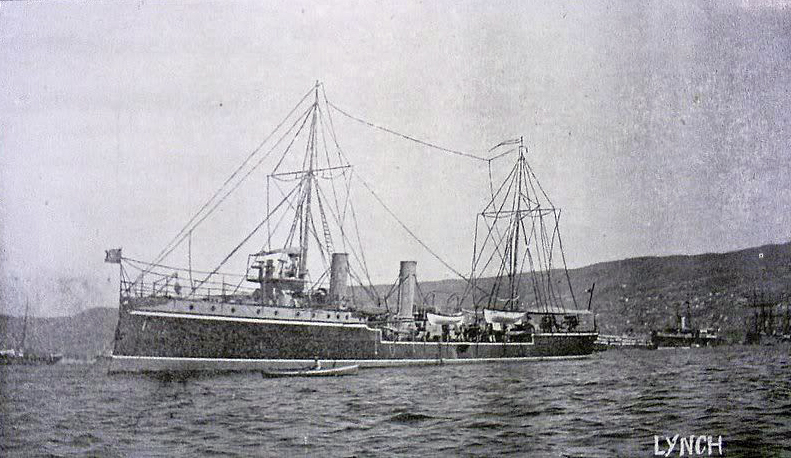
「アルミランテ・リンチ」

アルミランテ・リンチ (Almirante Lynch) はチリ海軍の水雷砲艦。アルミランテ・リンチ級/シャープシューター級。
排水量713トン、垂線間長230フィート (70.10m)、幅27フィート6インチ (8.38m)、速力20.3ノット。兵装は3インチ砲3門、3ポンド砲4門、魚雷発射管5門（艦首1、両舷各2）。1900年に3インチ砲と3ポンド砲は6ポンド砲6門に換装された。
バーケンヘッドのレアード・ブラザーズ社で建造。1889年起工。同年進水。
1891年1月の内戦発生時、「アルミランテ・リンチ」と同型の「アルミランテ・コンデル」はイギリスからチリへ向かっている途中であった。2隻の内、先行していた「アルミランテ・リンチ」はプンタ・アレーナスで砲艦「ピルコマヨ」と会い、両艦の艦長は議会派を支持することで合意。しかし、3隻を政府側に渡そうとする「アルミランテ・リンチ」の次席士官によって両者は陸にあげられてしまい、その後「アルミランテ・リンチ」はバルパライソへ向かった。
4月23日、「アルミランテ・リンチ」と「アルミランテ・コンデル」はCaldera湾に停泊していた装甲艦「ブランコ・エンカラダ」を攻撃。「アルミランテ・コンデル」の発射した魚雷3本は外れたが、「アルミランテ・リンチ」の発射した魚雷2本のうちの1本が命中し、「ブランコ・エンカラダ」は沈没した。その後2隻は輸送船「Aconcagua」と交戦した。その時の状況は両者の主張が異なっており、「アルミランテ・リンチ」と「アルミランテ・コンデル」を指揮していたMoragaによれば次のようである。2隻は「Aconcagua」の砲を沈黙させ同船を停止させたものの、水平線上に現れた煙を巡洋艦「エスメラルダ」のものと思い、また「アルミランテ・リンチ」のボイラーで問題が発生していたこともあって、その場を離れた。しかしそれは実際はイギリス艦「Warspite」であり、その間に「Aconcagua」は要塞のもとに退避した。一方、「Aconcagua」側によれば次のようになっている。「Aconcagua」は「アルミランテ・リンチ」、「アルミランテ・コンデル」と交戦し、片方に命中弾を与えて落伍させた。その後もう一隻の方へ向かったところ、相手は撤退した。
「アルミランテ・リンチ」は後部に浸水した状態でバルパライソに帰投したが、それが「ブランコ・エンカラダ」の攻撃によるものかそれとも「Aconcagua」の攻撃によるものかは不明である。なお、「ブランコ・エンカラダ」は「アルミランテ・リンチ」に4度命中弾を与えたものと考えられる。
5月の第2週、「アルミランテ・リンチ」は、寝返りを図ったものの石炭不足となった水雷艇「Guale」を捕えた。
5月19日、「アルミランテ・リンチ」と「アルミランテ・コンデル」、「Imperial」はイキケ沖に現れ攻撃を実施した。
議会派の軍は8月20日にバルパライソの北に上陸し、バルパライソへ向かう。その戦いの最中、「アルミランテ・リンチ」が船尾楼の砲で敵陣地を砲撃していたところ、砲尾が爆発する事故が発生し1名が死亡した。8月28日にバルパライソは陥落。「アルミランテ・リンチ」は降伏し、幾人かの士官はアメリカ巡洋艦「ボルチモア」で亡命を求めた。
1914年に「Tom」と、または1910年頃に「Tomé」と改名。
1919年6月26日の D.S. N 1.121により、退役解体となった。